# Kadirhan Atagün
Kadirhan Atagün (* 23. Oktober 2000 in Istanbul) ist ein türkischer Fußballspieler.

## Karriere
Er spielte in seiner Jugend für Güngören Doğuşspor und wechselte 2015 zu Eyüpspor. Er gab sein Debüt bei den Profis am 23. Februar 2019 bei einem Ligaspiel gegen Sarıyer SK.